# Skip Homeier
Skip Homeier (* 5. Oktober 1930 in Chicago, Illinois; † 25. Juni 2017 in Indian Wells, Kalifornien; gebürtig George Vincent Homeier) war ein US-amerikanischer Schauspieler. Seine Schauspielkarriere umfasst über 130 Rollen in Produktionen für Film und Fernsehen. Bekannt wurde er vor allem durch Kinofilme wie Der Scharfschütze, Okinawa, Der letzte Angriff, Die blinde Spinne oder Die letzte Kugel trifft.

## Leben und Karriere
Skip Homeier, geboren 1930 in Chicago im Bundesstaat Illinois als George Vincent Homeier, begann seine Karriere beim Radio in seiner Heimatstadt im Alter von sechs Jahren. Seine erste Kinofilmrolle spielte Homeier 1944 noch unter seinem Jugendnamen Skippy Homeier als Hitlerjunge Emil Bruckner, der von seinen amerikanischen Verwandten adoptiert wird, in Leslie Fentons Drama Tomorrow, the World!, neben Stars wie Fredric March, Betty Field und Agnes Moorehead. In den darauffolgenden Jahrzehnten spielte er zahlreiche Rollen in Dramen, Kriegsfilmen, Kriminalfilmen und Western. Markante Auftritte hatte er als schießwütiger junger Mann in Henry Kings Edelwestern Der Scharfschütze, in Lewis Milestones Kriegsdrama Okinawa oder in Samuel Fullers Antikriegsfilm Der letzte Angriff. Besonders häufig verkörperte er neurotische oder schurkenhafte Figuren. In die Die blinde Spinne von Regisseur Montgomery Tully aus dem Jahre 1957 spielte er eine seiner wenigen Hauptrollen. Seine letzte Kinorolle und damit auch letzte Rolle überhaupt spielte er 1982 in William Witneys Western Showdown at Eagle Gap.
Bereits 1950 hatte sich Homeier auch dem Fernsehen zugewandt und spielte dort in Episoden von erfolgreichen Serien. Bekannt wurde er im Fernsehen vor allem durch seine Darstellung von Schurkenrollen. Zu seinen TV-Auftritten zwischen 1950 und 1982 gehörten unter anderem: The Silver Theatre (1950), Alfred Hitchcock präsentiert (1956–1958), Westlich von Santa Fé (1960), Wagon Train (1964), The Outer Limits (1964), Die Addams Family (1964), Perry Mason (1965), Bonanza (1966), Die Seaview – In geheimer Mission (1968), Kobra, übernehmen Sie (1968), Die Leute von der Shiloh Ranch (1969), Raumschiff Enterprise (1969), Der Chef (1969), Mannix (1969), Make-up und Pistolen (1974), Abenteuer der Landstraße (1974), Bumpers Revier (1976), Die Straßen von San Francisco (1977), Der Sechs-Millionen-Dollar-Mann (1977), Der unglaubliche Hulk (1979), Barnaby Jones (1979), Vegas (1980), Quincy (1982).
Komplexere TV-Rollen spielte er als Lt. Dan Raven 1960 in 13 Episoden der Fernsehserie Dan Raven und in 24 Episoden von 1970 bis 1971 den Charakter des Dr. Hugh Jacoby in der Fernsehserie The Interns.
Von 1963 bis zu seinem Tod 2017 im Alter von 86 Jahren war Skip Homeier mit seiner Ehefrau Della Sharman verheiratet. Er wurde ebenfalls von Michael und Peter, zwei Söhnen aus seiner geschiedenen ersten Ehe in den 1950er-Jahren, überlebt.

## Filmografie (Auswahl)

### Kino
- 1948: Fräulein Wildfang (Mickey)
- 1949: Raubkatze (The Big Cat)
- 1950: Der Scharfschütze (The Gunfighter)
- 1951: Okinawa (Halls of Montezuma)
- 1951: Der letzte Angriff (Fixed Bayonets!)
- 1952: Seemann paß auf (Sailor Beware)
- 1952: Hat jemand meine Braut gesehen? (Has Anybody Seen My Gal?)
- 1953: Der letzte Suchtrupp (The Last Posse)
- 1954: Brückenkopf X (Beachhead)
- 1954: Drei bissen ins Gras (The Lone Gun)
- 1954: Duell in Socorro (Dawn at Socorro)
- 1954: Die Spinne (Black Widow)
- 1954: Narbengesicht (Cry Vengeance)
- 1955: Rächer in Schwarz (Ten Wanted Men)
- 1955: Postraub in Central City (The Road to Denver)
- 1955: Den Finger am Abzug (At Gunpoint)
- 1956: Der schwarze Mustang (Stranger at My Door)
- 1956: Die Todesschlucht von Laramie (Dakota Incident)
- 1956: Duell am Apachenpaß (Thunder Over Arizona)
- 1956: Horizont in Flammen (The Burning Hills)
- 1956: Feuertaufe (Between Heaven and Hell)
- 1957: Die blinde Spinne (No Road Back)
- 1957: Um Kopf und Kragen (The Tall T)
- 1958: Die letzte Kugel (Day of the Badman)
- 1959: Killer von Dakota (Plunderers of Painted Flats)
- 1960: Einer gibt nicht auf (Comanche Station)
- 1963: Der eiserne Kragen (Showdown)
- 1964: Die letzte Kugel trifft (Bullet for a Badman)
- 1977: Ich bin der Größte (The Greatest)
- 1982: Showdown at Eagle Gap

### Fernsehen
- 1958: Josh - Der Kopfgeldjäger (Fernsehserie, Staffel 1 Episode 11)
- 1964: Preston & Preston (The Defenders, 1 Folge)
- 1969: Raumschiff Enterprise (Star Trek, Folgen The Way to Eden und Patterns of Force)
- 1970: The Challenge
- 1972: Two for the Money
- 1973: Voyage of the Yes
- 1976: Helter Skelter – Die Nacht der langen Messer (Helter Skelter)
- 1977: Washington: Hinter verschlossenen Türen (Washington: Behind Closed Doors, Miniserie)
- 1977, 1979: Barnaby Jones (2 Folgen)
- 1978: Overboard
- 1978: Durch die Hölle nach Westen (How the West Was Won, Miniserie)
- 1979: The Wild Wild West Revisited